# ジョジナ
ジョジナ（ベラルーシ語: Жодзiна、ロシア語: Жодино、英語: Zhodzina）は、ベラルーシ・ミンスク州の都市。ミンスクから50km北東に位置している。人口は61,800人（2010年）。

## 歴史
ジョジナは最近できた都市の一つで、1963年に建設が始まった。

## スポーツ
サッカーのベラルーシ・プレミアリーグに所属するFCトルペド＝ベラーズ・ジョジナの本拠地である。ホームスタジアムはトルペド・スタジアム。

## 出身者
- ミカライ・カシェウスキ - サッカー選手（元ベラルーシ代表）
- ナターシャ・ノビカワ - 重量挙げ選手（2008年北京五輪女子53kg級銅メダル）
- ロマン・ゴロフチェンコ - 第10代ベラルーシ共和国首相

## 姉妹都市
- ヴェニシュー（フランス）